# Marguerite de Flandre (morte en 1331)
Pour l’article homonyme, voir Marguerite de Flandre.
Marguerite de Flandre (décédée en 1331) est une princesse de la maison de Dampierre, épouse du prince Alexandre d'Écosse puis de Renaud Ier de Gueldre.
Elle est la fille de Gui de Dampierre, comte de Flandre, et de sa seconde épouse, Isabelle de Luxembourg. En 1281, le roi Alexandre III d'Écosse entame des négociations avec son père au sujet de son mariage avec le prince héritier Alexandre. Le couple se marie le 14 novembre 1282 à Roxburgh,. Le prince Alexandre meurt une semaine après son vingtième anniversaire, le 28 janvier 1284.
Le 3 juillet 1286 à Namur, Marguerite épouse Renaud Ier, comte puis duc de Gueldre. Ils ont cinq enfants :
- Marguerite (1290-1332), mariée en 1305 à Thierry VIII de Clèves (1291-1346) ;
- Renaud II de Gueldre (1295-1343) ;
- Guy, mort après 1315 ;
- Isabelle (?-1354), abbesse de Cologne ;
- Philippa (?-1352), nonne à Cologne.